# قمة سلوفينيا 2001
كانت قمة سلوفينيا عام 2001 اجتماع قمة بين الرئيس الاميركي جورج دبليو بوش والرئيس الروسي فلاديمير بوتين (الذي يعرف أيضا باسم قمة بوش-بوتين). وقد تم ذلك في 16 يونيو 2001 في منطقة بردو بري كرانيو في شمال سلوفينيا. وقد استضافه رئيس وزراء سلوفينيا يانيز درنوفشيك آنذاك ورئيس سلوفينيا ميلان كوتشان.
بوش وبوتين ناقشا مجموعة واسعة من القضايا السياسية واستحدثا قضية دبلوماسية للتعاون والمفاوضات المستقبلية. وكانت هذه أيضا أول رحلة رسمية لبوش إلى أوروبا كرئيس للولايات المتحدة.

## موجز
قبل أن يلتقي بوش وبوتن بشكل خاص، التقى كل منهما برئيس الوزراء يانيز درنوفشيك والرئيس ميلان كوتشان. وقد ركزت محادثات السلوفينيين مع بوتين على الوضع في جنوب شرق أوروبا وخاصة في مقدونيا. كوتشان اطلع بوتين على الاتفاق الذي تم التوصل إليه يوم الجمعة في سكوبيه لبدء حوار حول التعديلات الدستورية.
في حديثهما مع بوش، ركز درنوفشيك وكوتشان على توسيع الناتو والشراكة بين أوروبا والولايات المتحدة وروسيا. ولم يذهب بوش إلى حد توجيه الدعوة إلى عضوية حلف شمال الأطلنطي كما توقع كثيرون. ولقد كرر ببساطة الموقف الذي اتخذه في وقت سابق من رحلته، بأنه يدعم توسيع الناتو، وهو متأكد من أنه سيتم دعوة الأعضاء الجدد في قمة العام القادم في براغ.
بعد الاجتماعات، نقلت رويترز عن بوش قوله "سأحث الناس الذين يبحثون عن مكان إجازة جيد أن يأتوا إلى هنا". ويبدو أن الرئيس الأمريكي قد انبهر تماما بـ درنوفشيك وكوتشان وسلوفينيا نفسها، وشكر علنا درنوفشيك على حسن ضيافته في هذا البلد الرائع الجميل."

## جدول الأعمال الأمريكي
وفيما يلي نقاط الحديث الرئيسية للوفد الأمريكي طبقا لآريل كوهين:
- إجراء المزيد من التخفيضات في ترساناتهما النووية الاستراتيجية؛
- انتشار أسلحة الدمار الشامل الروسية وما يتصل بها من تكنولوجيا إلى الدول المنتشرة على نطاق واسع مثل الصين و‌الدول المارقة مثل كوريا الشمالية وإيران والعراق؛
- تطوير ونشر نظام دفاع صاروخي عالمي بقيادة الولايات المتحدة؛
- عواقب إقامة تحالفات إقليمية رسمية مع الصين أو إيران أو غيرها من الدول المعادية للولايات المتحدة؛
- سيادة الدول المستقلة الجديدة وسلامتها الإقليمية، ولا سيما اوكرانيا وجورجيا;
- العلاقات الاقتصادية وانضمام روسيا إلى منظمة التجارة العالمية
- جهود لزيادة حرية الصحافة في روسيا والتركيز على سجل روسيا الهزيل في مجال حقوق الإنسان في الشيشان.

## جدول الأعمال الروسي
وقد عقدت مناقشات حول التهديد الوشيك للهجمات الإسلامية على الوطن الأمريكي المنبعثة من أفغانستان بعد أن حذر بوتين بوش وكوندليزا رايس من الخطر. وقد تجاهل كلاهما ذلك باعتباره مرارة شخصية بشأن الفشل السوفيتي في أفغانستان، فقط لرؤية هجمات 11 سبتمبر تثبت أنه كان على حق. كتبت رايس عنها فيما بعد في مذكراتها عام 2011 "لا شرف أعلى: مذكرة عن سنواتي في واشنطن:
"لقد اثار بوتين فجأة مشكلة باكستان. وجه انتقادات شديدة لنظام برويز مشرف لدعمه للمتطرفين ولعلاقة الجيش الباكستاني و‌أجهزة الاستخبارات ب‍طالبان و‌القاعدة. وقال إن هؤلاء المتطرفين يمولون جميعا من قبل المملكة العربية السعودية، وإن الأمر لم يكن سوى مسألة وقت إلى أن يؤدي ذلك إلى كارثة كبرى... ولكن بوتين كان على حق. وكانت طالبان والقاعدة قنابل موقوتة ستنفجر في 11 سبتمبر 2001... لقد فاجئني انذار بوتين وحدته".

## وصلات خارجية
- Official Site of the Meeting
- BBC News Story on the Meeting
- The White House's page on the Meeting